# Amanuel Gebremichael
Amanuel Gebremichael (5 febbraio 1999) è un calciatore etiope, attaccante del St. George e della nazionale etiope.

## Carriera

### Club
Ha giocato nella prima divisione etiope, che ha anche vinto nella stagione 2018-2019 con la maglia del Mekelle 70 Enderta.

### Nazionale
Debutta con la nazionale etiope il 5 dicembre 2017 in occasione dell'incontro di Coppa CECAFA vinto 3-0 contro Sudan del Sud.
Il 23 dicembre 2021 viene incluso nella lista finale per la Coppa delle nazioni africane 2021.

## Statistiche
Statistiche aggiornate all'8 gennaio 2022.

### Cronologia presenze e reti in nazionale
| Cronologia completa delle presenze e delle reti in nazionale ― Etiopia | Cronologia completa delle presenze e delle reti in nazionale ― Etiopia | Cronologia completa delle presenze e delle reti in nazionale ― Etiopia | Cronologia completa delle presenze e delle reti in nazionale ― Etiopia | Cronologia completa delle presenze e delle reti in nazionale ― Etiopia | Cronologia completa delle presenze e delle reti in nazionale ― Etiopia | Cronologia completa delle presenze e delle reti in nazionale ― Etiopia | Cronologia completa delle presenze e delle reti in nazionale ― Etiopia |
| Data                                                                   | Città                                                                  | In casa                                                                | Risultato                                                              | Ospiti                                                                 | Competizione                                                           | Reti                                                                   | Note                                                                   |
| ---------------------------------------------------------------------- | ---------------------------------------------------------------------- | ---------------------------------------------------------------------- | ---------------------------------------------------------------------- | ---------------------------------------------------------------------- | ---------------------------------------------------------------------- | ---------------------------------------------------------------------- | ---------------------------------------------------------------------- |
| 5-12-2017                                                              | Dire Daua                                                              | Etiopia                                                                | 3 – 0                                                                  | Sudan del Sud                                                          | Coppa CECAFA 2017 - 1º turno                                           | -                                                                      | 74’                                                                    |
| 18-11-2018                                                             | Addis Abeba                                                            | Etiopia                                                                | 0 – 2                                                                  | Ghana                                                                  | Qual. Coppa d'Africa 2019                                              | -                                                                      | 78’                                                                    |
| 26-7-2019                                                              | Gibuti                                                                 | Gibuti                                                                 | 0 – 1                                                                  | Etiopia                                                                | Qual. CHAN 2020                                                        | -                                                                      |                                                                        |
| 4-8-2019                                                               | Kakamega                                                               | Etiopia                                                                | 4 – 3                                                                  | Gibuti                                                                 | Qual. CHAN 2020                                                        | 1                                                                      | 68’                                                                    |
| 4-9-2019                                                               | Bahar Dar                                                              | Etiopia                                                                | 0 – 0                                                                  | Lesotho                                                                | Qual. Mondiali 2022                                                    | -                                                                      |                                                                        |
| 8-9-2019                                                               | Maseru                                                                 | Lesotho                                                                | 1 – 1                                                                  | Etiopia                                                                | Qual. Mondiali 2022                                                    | -                                                                      | 89’                                                                    |
| 22-9-2019                                                              | Macallè                                                                | Etiopia                                                                | 0 – 1                                                                  | Ruanda                                                                 | Qual. CHAN 2020                                                        | -                                                                      |                                                                        |
| 13-10-2019                                                             | Bahar Dar                                                              | Etiopia                                                                | 0 – 1                                                                  | Uganda                                                                 | Amichevole                                                             | -                                                                      | 61’                                                                    |
| 19-10-2019                                                             | Kigali                                                                 | Ruanda                                                                 | 1 – 1                                                                  | Etiopia                                                                | Qual. CHAN 2020                                                        | -                                                                      | 89’                                                                    |
| 16-11-2019                                                             | Antananarivo                                                           | Madagascar                                                             | 1 – 0                                                                  | Etiopia                                                                | Qual. Coppa d'Africa 2021                                              | -                                                                      | 64’                                                                    |
| 19-11-2019                                                             | Bahar Dar                                                              | Etiopia                                                                | 2 – 1                                                                  | Costa d'Avorio                                                         | Qual. Coppa d'Africa 2021                                              | -                                                                      | 79’ 85’                                                                |
| 22-10-2020                                                             | Addis Abeba                                                            | Etiopia                                                                | 2 – 3                                                                  | Zambia                                                                 | Amichevole                                                             | -                                                                      | 46’                                                                    |
| 25-10-2020                                                             | Addis Abeba                                                            | Etiopia                                                                | 1 – 3                                                                  | Zambia                                                                 | Amichevole                                                             | -                                                                      | 46’                                                                    |
| 6-11-2020                                                              | Addis Abeba                                                            | Etiopia                                                                | 2 – 2                                                                  | Sudan                                                                  | Amichevole                                                             | 1                                                                      |                                                                        |
| 13-11-2020                                                             | Niamey                                                                 | Niger                                                                  | 1 – 0                                                                  | Etiopia                                                                | Qual. Coppa d'Africa 2021                                              | -                                                                      |                                                                        |
| 17-11-2020                                                             | Addis Abeba                                                            | Etiopia                                                                | 3 – 0                                                                  | Niger                                                                  | Qual. Coppa d'Africa 2021                                              | 1                                                                      | 84’                                                                    |
| 17-3-2021                                                              | Bahar Dar                                                              | Etiopia                                                                | 4 – 0                                                                  | Malawi                                                                 | Amichevole                                                             | -                                                                      | 46’                                                                    |
| 24-3-2021                                                              | Bahar Dar                                                              | Etiopia                                                                | 4 – 0                                                                  | Madagascar                                                             | Qual. Coppa d'Africa 2021                                              | 1                                                                      | 74’                                                                    |
| 30-3-2021                                                              | Abidjan                                                                | Costa d'Avorio                                                         | 3 – 1                                                                  | Etiopia                                                                | Qual. Coppa d'Africa 2021                                              | -                                                                      | 71’                                                                    |
| 26-8-2021                                                              | Bahar Dar                                                              | Etiopia                                                                | 0 – 0                                                                  | Sierra Leone                                                           | Amichevole                                                             | -                                                                      | 84’                                                                    |
| 29-8-2021                                                              | Bahar Dar                                                              | Etiopia                                                                | 2 – 1                                                                  | Uganda                                                                 | Amichevole                                                             | -                                                                      |                                                                        |
| 3-9-2021                                                               | Cape Coast                                                             | Ghana                                                                  | 1 – 0                                                                  | Etiopia                                                                | Qual. Mondiali 2022                                                    | -                                                                      | 72’                                                                    |
| 7-9-2021                                                               | Bahar Dar                                                              | Etiopia                                                                | 1 – 0                                                                  | Zimbabwe                                                               | Qual. Mondiali 2022                                                    | -                                                                      |                                                                        |
| 9-10-2021                                                              | Bahar Dar                                                              | Etiopia                                                                | 1 – 3                                                                  | Sudafrica                                                              | Qual. Mondiali 2022                                                    | -                                                                      | 76’                                                                    |
| 12-10-2021                                                             | Johannesburg                                                           | Sudafrica                                                              | 1 – 0                                                                  | Etiopia                                                                | Qual. Mondiali 2022                                                    | -                                                                      | 38’                                                                    |
| 30-12-2021                                                             | Limbé                                                                  | Etiopia                                                                | 3 – 2                                                                  | Sudan                                                                  | Amichevole                                                             | 2                                                                      |                                                                        |
| 9-1-2022                                                               | Yaoundé                                                                | Etiopia                                                                | 0 – 1                                                                  | Capo Verde                                                             | Coppa d'Africa 2021 - 1º turno                                         | -                                                                      | 62’                                                                    |
| 13-1-2022                                                              | Yaoundé                                                                | Camerun                                                                | 4 – 1                                                                  | Etiopia                                                                | Coppa d'Africa 2021 - 1º turno                                         | -                                                                      | 84’                                                                    |
| Totale                                                                 |                                                                        | Presenze                                                               | 28                                                                     |                                                                        | Reti                                                                   | 6                                                                      |                                                                        |

## Palmarès

### Club

#### Competizioni nazionali
- Campionato etiope: 3

Mekelle 70 Enderta: 2018-2019
St. George: 2021-2022, 2022-2023